# Die ägyptische Helena
Hélène d'Égypte
Pour les articles homonymes, voir Hélène.
Ne pas confondre avec la page d'Hélène d'Égypte, peintre du IVe siècle av. J.-C.
Die ägyptische Helena (français : Hélène d'Égypte) est un opéra en deux actes de Richard Strauss sur un livret de Hugo von Hofmannsthal d'après diverses légendes classiques. Il est créé à Dresde le 6 juin 1928 sous la direction de Fritz Busch.

## Distribution
| Rôle                     | Voix                           | Premiere, 6 juin, 1928 (Chef d'orchestre : Fritz Busch)         |
| ------------------------ | ------------------------------ | --------------------------------------------------------------- |
| Helena, femme de Ménélas | soprano                        | Elisabeth Rethberg                                              |
| Menelas                  | ténor                          | Curt Taucher                                                    |
| Hermione,                | soprano                        | Anneliese Petrich                                               |
| Aithra, la magicienne    | soprano                        | Maria Rajdl                                                     |
| Altair                   | baryton                        | Friedrich Plaschke                                              |
| Da-Ud, son fils          | ténor                          | Guglielmo Fazzini                                               |
| Deux serviteurs d'Aithra | soprano, mezzo-soprano         | Erna Berger, Sigrid Rothermel                                   |
| Quatre elfes             | deux sopranos, deux contraltos | Angela Kolniak, Eva Johnn, Elfriede Haberkorn, Sigrid Rothermel |
| Le coquillage omniscient | contralto                      | Helene Jung                                                     |

## Argument
Après la guerre de Troie, la magicienne Aithra interroge son coquillage qui sait tout et apprend que sur le bateau qui le ramène de la guerre, Ménélas projette de tuer sa femme Hélène, responsable des malheurs des Grecs.

## Instrumentation
- quatre flûtes (doublent deux piccolos), deux hautbois, un cor anglais, trois clarinettes, une clarinette basse, trois bassons, un contrebasson, six cors, six trompettes, trois trombones, un tuba, timbales, caisse claire, grosse caisse, cymbales, tam-tam, glockenspiel, célesta, deux harpes, orgue, cordes, sur scène : six hautbois, six clarinettes, quatre cors, deux trompettes, quatre trombones, timbales, triangle, tambourin, éoliphone.

## Discographie sélective
- Antal Doráti dirige la chorale Kenneth Jewell et l'Orchestre symphonique de Detroit avec Gwyneth Jones, Barbara Hendricks, Decca 1979

## Source
- John Warrack, Harold Rosenthal, Guide de l'opéra éd. Fayard 1986, p.361  (ISBN 2-213-01563-5)